# デュッセルドルフ - ドルトムント線 (ライン鉄道)
ライン鉄道デュッセルドルフ - ドルトムント線（ドイツ語: Bahnstrecke Düsseldorf-Derendorf–Dortmund Süd）はドイツ連邦共和国ノルトライン＝ヴェストファーレン州デュッセルドルフ市のデーレンドルフ旧駅とドルトムント市旧南駅を結ぶ鉄道路線である。原型は私鉄ライン鉄道会社（Rheinische Eisenbahn-Gesellschaft, RhE）が開通した鉄道路線で、中間部分と両端は廃止されている。この路線は中距離列車およびライン＝ルールSバーン向けに活用されて、地域によって、ヴッパータール北部線、デュッセル谷線、ライン鉄道線とも呼ばれる。ハーゲン - ゲーフェルスベルク間は電化区間である。

## 歴史
ライン鉄道会社（Rheinische Eisenbahn-Gesellschaft, RhE）は1873年にドルトムント - ハーゲン線およびヴッパータール - ハーゲン区間にベルク・マルク鉄道会社（Bergisch-Märkischen Eisenbahn-Gesellschaft, BME）の競争路線建設を開始した。1874年11月19日にRhEはボフム（現在ボフム北貨物駅）- ドルトムント（現在ドルトムント旧南駅）間を既に開通した。その区間はドルトムントRhE駅とケルン＝ミンデン鉄道駅の連結を妨げた。ドルトムントから南へ続いた鉄道は1875年9月12日にホェルデ（現在ホェルデ＝ハッヘナイ旧駅）まで建設された。1879年5月15日にホェルデ - ハーゲン（現在ハーゲン・エッケーザイ貨物駅）間が旅客および貨物輸送向けに開通された。
一方、フォーヴィンケル - ハーゲン間は鉄道建設費用がとても高くて、ヴッパー川とエンネーペ川の沿線はBMEが先に占めたわけであった。したがって、斜面上の線路・高架橋・トンネルの設置工事が必要であった。特にヘルデッケのルール鉄道橋が最も有名な構造物である。ハーゲンから伸びる56.3 kmの新線は1879年9月15日に開業され、デュッセルドルフRhE駅（現在デーレンドルフ旧駅）まで至った。開通後数年間、ヴッパータール北部線は経済的にBMEの本線と共に発展できなかった。1880年国有化の後に、この路線は地味な地域輸送とBME本線の通行量分散・迂回経路として用いられた。
1890年以降、様々な連結線路が建設された。1890年6月1日にオーバーバルメン線が開通されたことでヴィヒリングハウスゼン旧駅とオーバーバルメン駅が互いに連結された。1894年11月1日にハスペRhE駅（現在ハーゲンホイビング駅）とハーゲン中央駅は鉄道で連結された。1896年4月1日にゾンボルン - フォーヴィンケル間の連結線は貨物輸送向けに開通され、一か月後に旅客運送が開始された。1912年1月2日にヘルメット - ハーゲンRhE駅間の旅客列車運行が中止されて、その路線は現在のハーゲン中央駅に変更された。
1957年7月2日にドルトムント南駅方面の部分が廃止されて、ドルトムント - ゾースト線の連結線が代わりに開通された。列車はそのことでドルトムント中央駅へ直接に通行できた。
1991年9月27日にメットマン - ヴィヒリングハウスゼン間で515形蓄電池電車の旅客輸送が終了して、その後、保存鉄道列車がその区間に運行された。同じ時期に貨物輸送はホイブルーフ - ヴィヒリングハウゼン間で中止されて、最後の貨物列車が1999年12月17日にフォーヴィンケル - ホイブルーフ区間で走行した。1998年に私鉄レギオバーンはドイツ鉄道よりゲレスハイム - ドルナープ＝ハーネンフルト間の旅客列車系統を引き受けた。ハーネンフルト - ヴィヒトリングハウスゼン間の線路は1990年代に次々に撤去された。
2007年11月に市民活動団体のヴッパータール運動（Wuppertalbewegung e.V.）が結成されて、廃線跡構造物の補修管理、散策道および自転車道造成は実行された。2009年4月に工事はロット - オスタースバウム間に開始された。2010年6月5日にロー駅周辺の線路は軌道自転車用度で公開された。その後、線路は安全問題のため継続的に補修された。
S28系統の延長のために、新線建設は2005年夏に既に決定された。新しい線路はハーネスでこの路線と離れて北東方向に伸びて、フォーヴィンケル - ユーバールール線と合流する。2009年8月にデュッセルドルフ市当局は建設計画承認（Planfeststellung）を決定して、2013年末に予選を確保した。建設工事は2014年1月に開始されて、2020年末に完了した。

## 運行形態
この路線の運賃制はライン＝ルール運輸連合（Verkehrsverbund Rhein-Ruhr, VRR）により管理・運営されている。
- 普通列車（RB52）: リューデンシャイト - ルンメノール - ハーゲン - ヘルデッケ - ヴィットブロイケ - ロェトリングハウゼン - キルヒホェルデ - 動物園駅 - ジグナルイドゥナパーク駅 - ドルトムント。60分ごとに運行。使用車両は632形あるいは633形気動車。
- Sバーン（S8）: メンヒェングラートバッハ - ノイス - デュッセルドルフ - フリンゲルン - ゲレスハイム - フォーヴィンケル - ヴッパータール - シュヴェルム - ゲーフェルスベルク西駅 - キップ - ゲーフェルスベルク - クナップ - ヴェスターバウアー - ホイビング - ヴェーリングハウゼン - ハーゲン。60分ごとに運行。使用車両は1440形電車。
- Sバーン（S9）: ハルテルン・アム・ゼー / レックリングハウゼン - ボットロップ - エッセン - ユーバールール - ランゲンベルク - フォーヴィンケル - ヴッパータール - シュヴェルム - ゲーフェルスベルク西駅 - キップ - ゲーフェルスベルク - クナップ - ヴェスターバウアー - ホイビング - ヴェーリングハウゼン - ハーゲン。60分ごとに運行。使用車両は3429形電車。
- Sバーン（S28）: カールスト湖駅 - ノイス - デュッセルドルフ - フリンゲルン - ゲレスハイム - エアクラッハ北駅 - ネアンデルタール - メットマンセンター駅 - メットマン森駅 - ハーネンフルト＝デュッセル - フォーヴィンケル - ヴッパータール。60分ごとに運行。